# Гецелев, Борис Семёнович
Борис Семёнович Ге́целев (27 декабря 1940, Куйбышев — 8 января 2021) — советский и российский композитор, музыковед и педагог высшей школы. Заслуженный деятель искусств России. Один из основателей и крупнейших представителей нижегородской композиторской школы.

## Биография
Родился в Куйбышеве (Самара) в семье инженера-военнослужащего, мама была врачом-терапевтом. В школе интересовался литературой и иностранным (немецким) языком, занимался в химическом кружке, из школьных предметов нравилось черчение, занимался также в музыкальной школе. В старших классах участвовал в организации музыкального ансамбля (труба, гитара, ударные, клавишные) и играл в нём на рояле.
В связи с переводом отца в город Горький семья переехала туда же. Борис поступил в Горьковское музыкальное училище на теоретическое отделение, где познакомился с Аркадием Александровичем Нестеровым. По его совету после третьего курса училища в 1961 году поступил в Нижегородскую консерваторию.
В 1966 году окончил Нижегородскую консерваторию по классу композиции, ученик А. А. Нестерова, дипломное сочинение — «Бурлеска». Фортепиано занимался в классе Б. С. Маранц. После окончания консерватории начал преподавать в ней же на кафедре теории музыки и композиции, впоследствии перешёл на кафедру композиции и инструментовки. В 1972 году окончил заочную ассистентуру-стажировку при Московской государственной консерватории имени П. И. Чайковского в классе Р. К. Щедрина. Впоследствии вспоминал:
От Щедрина я получил страшно много по композиции, потому что у него острый глаз: он смотрел партитуру и сразу видел и удачные моменты, и пробелы. Он говорил всё абсолютно прямо и откровенно. Когда я первый раз пришел к нему домой, на рояле лежали ноты: Лютославский, Штокхаузен, Лигети, и видно было, что они лежали не для «эффекта». Он знал и изучал эту музыку
Преподавал в Нижегородской государственной консерватории имени М. И. Глинки, был заведующим кафедрой композиции и инструментовки (1988—2021), профессором. Учениками Б. Гецелева по классу композиции являются К. Барас, М. Булошников, О. Зароднюк, Д. Лукьяненко, О. Осипова, С. Попов, Д. Присяжнюк, Л. Терская, О. Шайдуллина и другие видные музыканты России. Всего выпустил более 50 композиторов и более 40 музыковедов.
Много и плодотворно сотрудничал с Нижегородским телевидением, писал музыку для Театра юного зрителя, Нижегородского театра кукол, Театра драмы имени Горького, Нижегородской капеллы мальчиков и камерного хора «Нижний Новгород». Писал статьи о современной музыке, участвовал в многочисленных научных конференциях. Получал правительственные гранты.
Более двух десятилетий возглавлял Нижегородскую организацию Союза композиторов РФ, занимал пост Секретаря Союза композиторов РФ.
Ушёл из жизни 8 января 2021 года. Прощание прошло 10 января в ритуальном зале Бугровского кладбища

## Награды и звания
- Заслуженный деятель искусств России
- Орден Дружбы
- Лауреат премии имени Д. Шостаковича
- Лауреат премии города Нижний Новгород

## Полный список сочинений
- 1968	«Март-апрель», телевизионная опера. Либретто Л. Шерешевского по мотивам рассказа В. Кожевникова.

Оркестровая музыка
- 1966 — «Зеленая луна», вокально-симфонический цикл для баритона и симфонического оркестра на стихи аль-Баяти в пер. М. Курганцева.
- 1966 — Бурлеска для струнного оркестра.
- 1970 — «Фреска» для симфонического оркестра.
- 1972 — Концерт для фортепиано с оркестром.
- 1974 — Концерт № 1 для виолончели с оркестром.
- 1981 — Симфония № 1 для симфонического оркестра.
- 1982 — «Марш и Рондо в русском стиле» для оркестра русских народных инструментов.
- 1986 — «Марш музыкальных путешественников» для симфонического оркестра.
- 1988 — «Летят по небу шарики», кантата для детского хора и симфонического оркестра на стихи Д. Хармса и Н. Олейникова.
- 1991 — «Фантасмагории», симфония № 2 для симфонического оркестра.
- 1993 — «Храни меня, мой талисман», кантата для сопрано, баритона, баса, смешанного хора и симфонического оркестра на стихи А. Пушкина.
- 1994 — «Вредные советы», кантата для детского хора и симфонического оркестра на стихи Г. Остера.
- 1996 — Вариация на тему М. И. Глинки для симфонического оркестра.
- 1996 — Концерт-скерцо для струнного оркестра и брасс-квинтета.
- 2000 — Концерт для кларнета с оркестром.
- 2004 — «На грани», симфония № 3 для симфонического оркестра.
- 2006 — «В ожидании Моцарта», каприччио для симфонического оркестра.
- 2009 — Концерт № 2 для виолончели с оркестром.
- 2010 — Симфония № 4 для симфонического оркестра.
- 2020 — Симфония № 5 для смешанного хора и симфонического оркестра.

Хоровая музыка
- 1961 — «Пионерская походная», песня для детского хора и фортепиано на стихи Н. Рачкова.
- 1964 — «Ох ты, Ваня», обработка русской народной песни для смешанного хора а cappella.
- 1965 — «Вспыльчивый мальчик» для дисканта и детского хора а cappella на стихи А. Барто.
- 1973 — «Последний вечер» для тенора и смешанного хора а cappella на слова М. Мараша.
- 1975 — «Поём и играем» для детского хора и инструментального ансамбля на стихи С. Маршака.
- 1981 — «Английские песенки» для детского хора а cappella на стихи В. Левина.
- 1975 — Диптих для смешанного хора а cappella на стихи К. Кулиева.
- 1975 — «Речитатив Ратничеле» для смешанного хора а cappella на стихи Э. Межелайтиса в пер. Ю. Левитанского.
- 1975 — «Про медведей», кантата для детского хора а cappella на стихи И. Крылова, Н. Некрасова, А. Барто, С. Маршака, К. Чуковского, М. Алечкович, Р. Десноса, А. Милна.
- 1978 — «Сомнения издателя» для смешанного хора а cappella на стихи Н. Некрасова.
- 1979 — «Про покупку» для детского хора а cappella на стихи Ю. Мориц.
- 1980 — Три хора для детского хора в сопровождении фортепиано на стихи О. Дриза.
- 1981 — «АБВ» для детского хора в сопровождении фортепиано на стихи Ю. Мориц.
- 1982 — «Про капитана» для детского хора в сопровождении фортепиано на стихи Ю. Немцова.
- 1983 — Три хора для детского хора а cappella на стихи У. Дж. Смита.
- 1984 — «Если бы у меня была лодка» для смешанного хора а cappella на стихи У. Дж. Смита в пер. Б. Хлебникова.
- 1987 — «Река времён», триптих на стихи русских поэтов для смешанного хора а cappella.
- 1994 — «Новые заповеди», кантата для смешанного хора а cappella на стихи Г. Остера.
- 1998 — «Телега жизни», кантата для смешанного хора а cappella на стихи А. Пушкина.
- 1999 — «Неожиданность» для детского хора а cappella.
- 2009 — «Занятные истории» для детского хора и фортепиано на стихи А. Усачёва.
- 2012 — «Старинная песня» для мужского хора а cappella на стихи Н. Коржавина.
- 2012 — «Цыганская песня» для смешанного хора а cappella, из немецкой народной поэзии в переводе Л. Гинзбурга.
- 2013 — «На Горизонтских островах», четыре детских хора в сопровождении фортепиано.
- 2017 — «Обо всём на свете», цикл для детского хора и фортепиано.
- 2019 — «Скороговорки», фантазия-лубок для смешанного хора а cappella.
- 2020 — «Шкатулка», цикл для детского хора на стихи А. Усачёва.

Камерно-инструментальная музыка
- 1959 — Шесть миниатюр для фортепиано.
- 1961 — Сонатина № 1 для фортепиано.
- 1962 — Сонатина № 2 для фортепиано.
- 1963 — Сонатина № 3 для фортепиано.
- 1964 — Пассакалия для двух фортепиано.
- 1965 — Трио для фортепиано, скрипки и виолончели.
- 1971 — Пьеса для трубы и фортепиано.
- 1973 — Соната для флейты и фортепиано.
- 1977 — Три пьесы для фортепиано.
- 1982 — Каденция к Концерту для органа с оркестром F-dur Й. Гайдна.
- 1984 — Квинтет для флейты, гобоя, скрипки, виолончели и фортепиано/клавесина.
- 1984 — Триптих для фортепиано.
- 1985 — «Барельефы», симфония для органа соло.
- 1986 — Трио для кларнета (бас-кларнета, кларнета пикколо), виолончели и фортепиано.
- 1987 — Вариация на тему песни Вани «Как мать убили» из оперы М. И. Глинки «Иван Сусанин» для двух скрипок, альта и виолончели.
- 1988 — «Нижегородский кремль» для органа.
- 1993 — Трио для кларнета и двух виолончелей.
- 1995 — Фантазии на староанглийскую тему для фортепиано.
- 1997 — Три хоральные прелюдии для органа.
- 2000 — «Воспоминание о сарабанде» для фортепиано.
- 2001 — «Диалоги» для маримбы и органа.
- 2002 — Trio cantabile для сопрано, виолончели и органа.
- 2004 — «Зимнее каприччио» для сопрано, флейты, кларнета, скрипки, виолончели, фортепиано и ударных.
- 2006 — «Ожившие кристаллы» для фортепиано.
- 2009 — «Дипломатические переговоры в трёх раундах» для клавесина и органа.
- 2010 — «Отражения» для виолончели и органа.
- 2011 — Трио для двух кларнетов и виолончели.
- 2014 — Скерцо-пастораль для гобоя и органа.

Камерно-вокальная музыка
- 1960 — «Ливень», романс для баритона и фортепиано на стихи Р. Рождественского.
- 1968 — Три детских стихотворения Робера Десноса в пер. М. Кудинова для сопрано и фортепиано.
- 1969 — Пять канонов для баса и инструментального ансамбля на слова С. Павлюченко, С. Черного, Л. Шерешевского.
- 1976 — «Твоё время», вокальный цикл для баса и фортепиано на стихи Ю. Немцова.
- 1978 — Три юморески для сопрано и фортепиано на стихи Л. Хельсинга в пер. Т. Бек.
- 1979 — Диптих для тенора и фортепиано на стихи Н. Гумилева.
- 1979 — «Из английской поэзии», вокальный цикл для баритона и фортепиано.
- 1982 — Два стихотворения Юнны Мориц для сопрано и фортепиано.
- 1987 — «Всему своё время», вокальный цикл из немецкой поэзии для баритона и фортепиано.
- 1990 — «Балаган», вокальный цикл для баритона и фортепиано на стихи М. Кудинова и Б. Заходера.
- 1994 — «Лирика Ходасевича», вокальный цикл для голоса и фортепиано.
- 1998 — «Горькие строфы», вокальный цикл для баритона и фортепиано на стихи	А. Пушкина.
- 1998 — «Иронические строфы», вокальный цикл для баса и фортепиано на стихи А. Пушкина.
- 1998 — «Фривольные строфы», вокальный цикл для тенора и фортепиано на стихи А. Пушкина.
- 2001 — «Вечерний полёт», вокальный цикл для баритона и фортепиано на стихи И. Иртеньева.
- 2003 — Три песни на стихи французских поэтов для баритона и фортепиано.
- 2003 — Генриху Левину (по случаю влюбления его в Шурочку). Для сопрано и фортепиано. Стихи Н. Олейникова.
- 2005 — «Генриху Левину (по случаю влюбления его в Шурочку)», версия для сопрано, скрипки и фортепиано на стихи Н. Олейникова.
- 2005 — Три детских стихотворения Юнны Мориц для голоса и фортепиано.
- 2006 — «Заметки натуралиста» для голоса и фортепиано на стихи А. Усачёва.
- 2007 — Четыре стихотворения Осипа Мандельштама для баритона и фортепиано.
- 2009 — «Любовные признания» для баритона и фортепиано.
- 2009 — «Про корову» для баритона и фортепиано.
- 2009 — «Драматические коллизии» для сопрано и фортепиано.
- 2009 — «Соседи» для женского голоса и фортепиано на стихи Р. Мухи.
- 2011 — Вокальный цикл для баритона и фортепиано на стихи Г. Иванова.
- 2012 — «Любимые строфы», вокальный цикл для голоса и фортепиано.
- 2013 — «Простые истины», вокальный цикл для голоса и фортепиано.
- 2014 — «Вполголоса», четыре песни для сопрано и фортепиано.
- 2014 — «Грани бытия», вокальный цикл для мужского голоса и фортепиано.
- 2015 — «Возвращение», вокальный цикл для тенора и фортепиано.
- 2016 — «Суета сует», вокальный цикл для баса и фортепиано.
- 2016 — «Лирика обэриутов», вокальный цикл для баса и фортепиано.
- 2017 — «Несовместимые контрасты бытия», вокальный цикл для баритона и фортепиано.
- 2018 — «Четыре простые истории», вокальный цикл для баритона и фортепиано.
- 2019 — Четыре детских стихотворения для женского голоса и фортепиано.
- 2019 — «Философизмы», четыре миниатюры для баритона и фортепиано, стихи Д. Пригова.
- 2020 — «Застойно-элегическое», вокальный цикл для баритона и фортепиано на стихи И. Иртеньева.

Музыка к телефильмам, драматическим и телевизионным спектаклям
- 1968 — «Радио революции». Телефильм. Режиссер Ю. Беспалов. Горьковская студия телевидения.
- 1969 — «Сормовска больша дорога». Телефильм. Режиссер Ю. Беспалов. Горьковская студия телевидения.
- 1969 — «Ленин в Нижнем Новгороде». Телефильм. Режиссер М. Скворцов. Горьковская студия телевидения.
- 1969 — «Сказка о царе Горохе и весёлом скоморохе». Телеспектакль. Сценарий Ю. Беспалова. Режиссер И. Заяркина. Горьковская студия телевидения.
- 1970 — «Мои корабли». Теленовелла. Сценарий С. Гультяевой. Режиссер М. Гончарова. Горьковская студия телевидения.
- 1970 — «Река и небо». Телефильм. Режиссер Ю. Беспалов. Горьковская студия телевидения.
- 1971 — «750-я весна». Телефильм. Режиссер Ю. Беспалов. Горьковская студия телевидения.
- 1971 — «Сварщик Вячеслав Пайщиков». Телефильм. Режиссер Ю. Беспалов. Горьковская студия телевидения.
- 1975 — «Разноцветные страницы, или Мы играем Маршака». Музыкальное представление в двух действиях для детей и взрослых, не забывших своего детства. Пьеса А. Смелянского и Б. Наравцевича. Художник С. Бархин. Режиссер Б. Наравцевич. Горьковский ТЮЗ.
- 1976 — «Золушка». Пьеса Т. Габбе. Художник С. Бархин. Режиссер Р. Левите. Горьковский ТЮЗ.
- 1977 — «Дикие лебеди». Пьеса Ю. Волчека. Художник И. Кострина. Режиссер А. Мишин. Горьковский театр кукол.
- 1978 — «Бемби». Удивительная история в 2 частях. Инсценировка Л. Данилиной по книге Ф. Зальтена. Художник Ф. Шерман. Режиссер Р. Левите. Горьковский ТЮЗ.
- 1978 — «Кот в сапогах». Сказка С. Прокофьевой и Г. Сапгира. Художники Л. Сорокина, К. Савенкова. Режиссер А. Мишин. Горьковский театр кукол.
- 1979 — «Конек-Горбунок». Пьеса по книге П. Ершова. Песни на стихи Ю. Немцова. Художник П. Осначук. Режиссеры Р. Левите и Б. Наравцевич. Горьковский ТЮЗ.
- 1980 — «Три толстяка». Пьеса Ю. Олеши. Песни на стихи Ю. Немцова. Художник Ф. Шерман. Постановка Б. Наравцевича. Горьковский ТЮЗ.
- 1983 — «Стрела Робин Гуда». Пьеса С. Прокофьевой и И. Токмаковой. Художник И. Рыбальченко. Режиссер К. Кулагин. Горьковский ТЮЗ.
- 1983 — «Легенда горы Фудзи». Сказка Б. Чабана по мотивам японского фольклора. Художник Л. Липовская. Режиссер А. Мишин. Горьковский театр кукол.
- 1992 — «Настасья Филипповна». Пьеса Н. Климонтовича на тему романа Ф. Достоевского «Идиот». Сценография и костюмы — А. Пронин. Режиссер-постановщик С. Стеблюк. Нижегородский академический театр драмы.
- 1993 — «Мария Стюарт». Пьеса К. Словацкого. Спектакль не поставлен.